# Eul Paso
Pour les articles homonymes, voir Paso.
Eul Paso (을파소, 乙巴素) a été premier ministre du royaume de Koguryo de 191 à 203. Sa nomination résulte de la volonté du roi Gogukcheon  de ne pas nommer un grand aristocrate à ce poste mais un homme de valeur. Bien que descendant d'Eul So, Eul Paso n'était alors qu'un simple fermier et sa nomination provoqua la colère des nobles. Disposant cependant du soutien du roi, il put  mener à bien de nombreuses réformes. Il a ainsi limité la corruption, amélioré le système éducatif et instauré la loi Jindae, un système d'aide sociale qui permettait au fermier d'emprunter du grain à l'état pendant la pénurie du printemps. 

## Référence
1. ↑  Les Coréens dans l'histoire, « Eul Paso, un homme d’Etat admiré sous Goguryeo », KBSworld, le 25 mars 2011.